# Pol Cassel

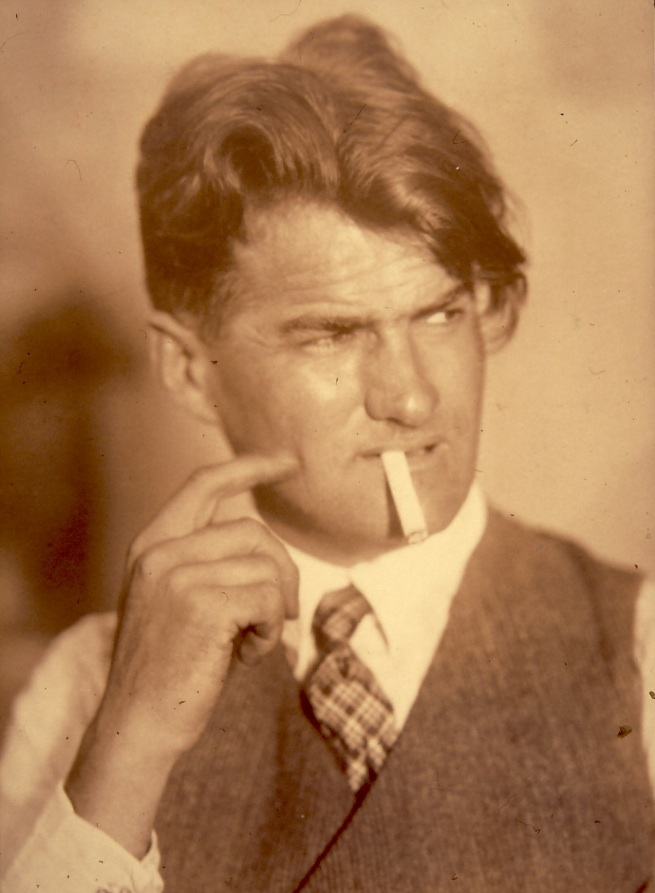
Pol Cassel, 1928, fotografía de Genja Jonas

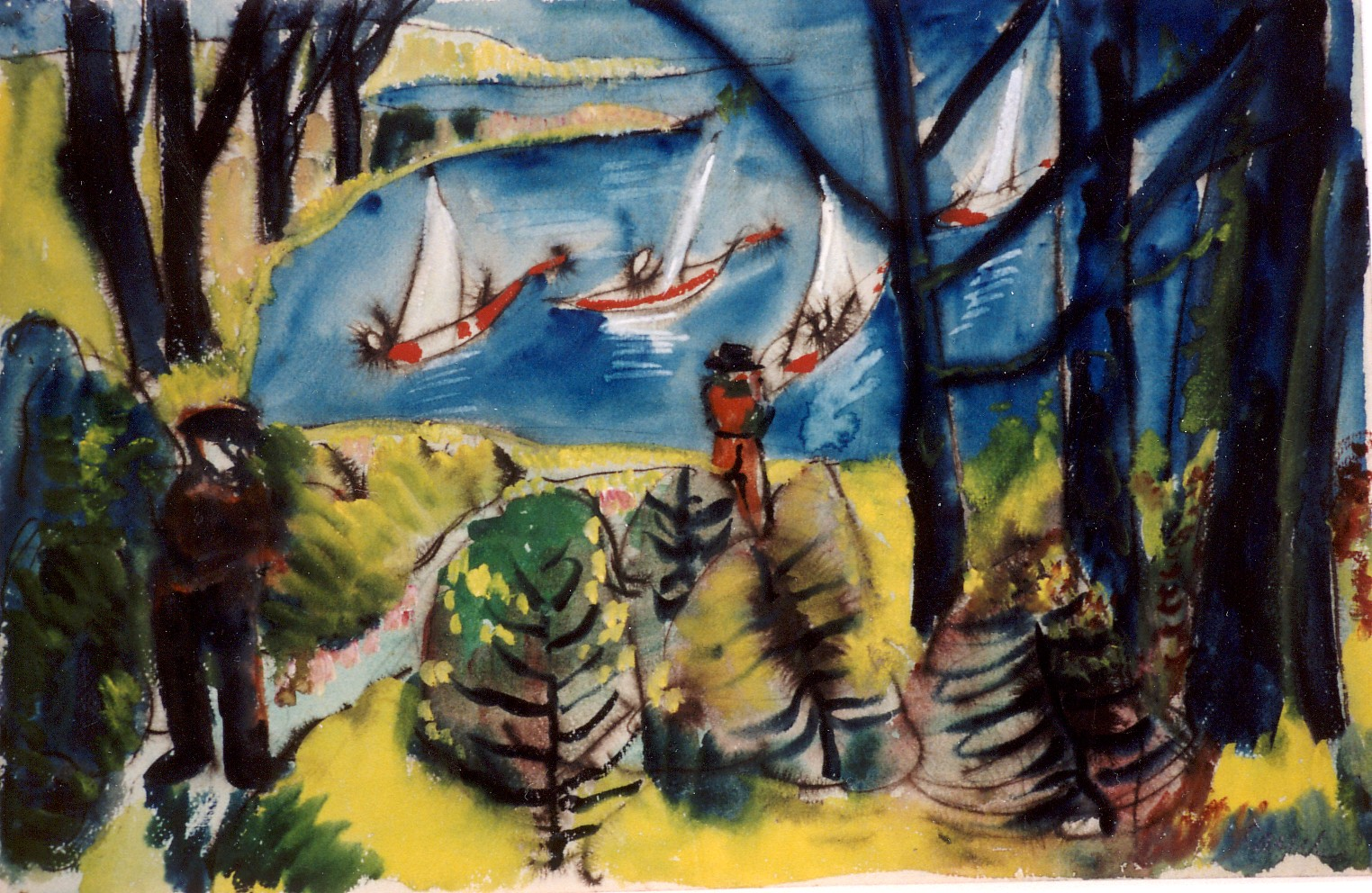
Barcos de pesca en Bretaña, 1926

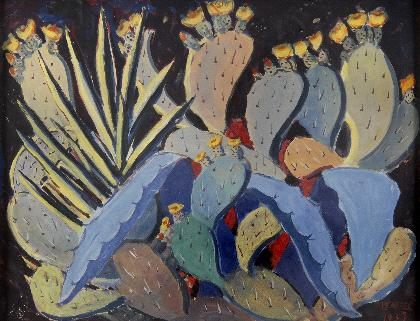
Pol Cassel: Cactus (1937)

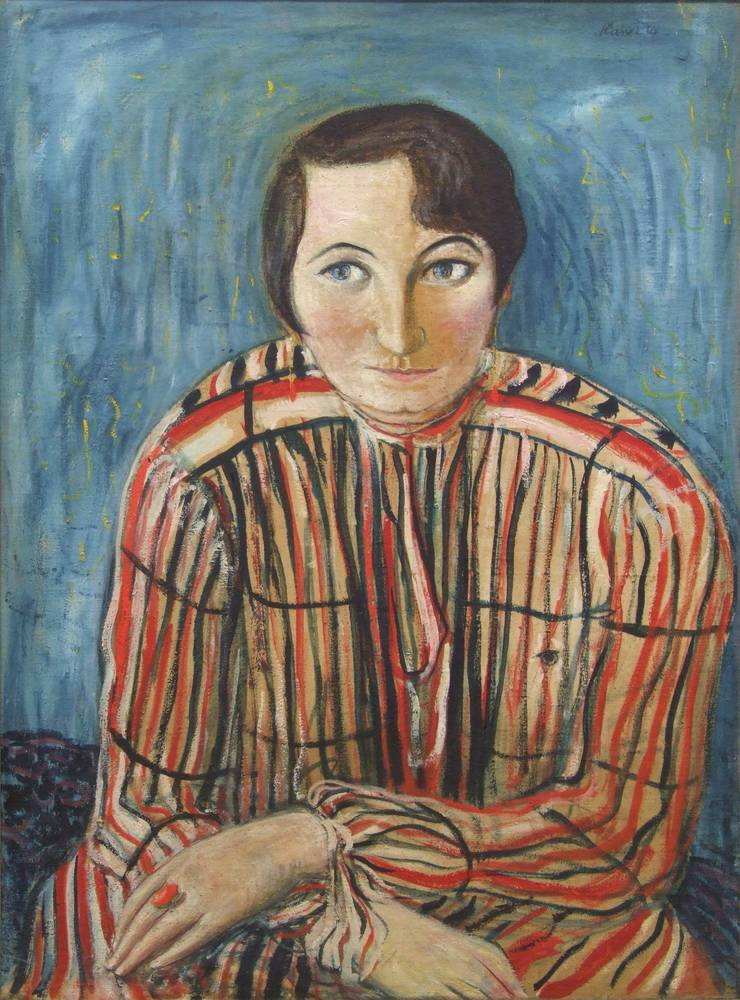
Retrato de la fotógrafa Genja Jonas (1926)

Pol Cassel (Paul Ernst Karl Cassel; nacido el 17 de marzo de 1892 en Múnich ; muerto el 9 de julio de 1945 en Kishinev) fue un pintor y artista gráfico expresionista del ámbito de Dresde.

## Vida y obra
Cassel se formó en las escuelas de artes y oficios de Erfurt y Dresde de 1907 a 1914. Participó en la Primera Guerra Mundial y luego se unió al círculo de amigos de Conrad Felixmüller, en el que también estaban Otto Griebel, Otto Dix y Elfriede Lohse-Wächtler. En 1921 se trasladó con su esposa Susanna y su primer hijo Ra de Dresde a Wehlen, donde permaneció hasta 1938 y tuvo un segundo hijo, Constantin.
En su estudio de verano en una cantera remota en Zeichen, creó piezas naturales, retratos, cuadros de animales, naturalezas muertas florales y paisajes atmosféricos en los que el pintor fusionó las tendencias de vanguardia de su tiempo con la experiencia directa de la naturaleza para crear imágenes expresionistas.
Cassel fue miembro de la Secesión de Dresde desde 1932. La toma del poder por los nazis puso fin a su carrera artística en 1933. Su arte fue clasificado como degenerado y en 1937 seis de sus cuadros de la Gemäldegalerie y del Museo de la ciudad de Dresde fueron confiscados y destruidos en la campaña nazi contra el "Arte Degenerado".  Los cuadros de Pol Cassel estuvieron representados en las exposiciones “Arte degenerado” (también “Imágenes de la decadencia”) en Dresde en 1933 y “ Arte degenerado ” en Múnich en 1937.
Al mismo tiempo, su incorporación al NSDAP el 1 de mayo de 1933 (número de miembro 2.971.292)  lo aisló en su círculo de amigos en torno a Otto Dix, Edmund Kesting y Eugen Hoffmann. El esperado reconocimiento oficial no se materializó y las dificultades materiales para él y su familia continuaron. Tuvo que ganarse la vida como trabajador en las canteras hasta que en 1939 fue reclutado para el servicio en la oficina de ingeniería hidráulica de Pirna. En marzo de 1944 fue reclutado para el servicio militar y murió como prisionero de guerra soviético. Por lo tanto, se le negó un nuevo comienzo y fue en gran medida olvidado.
En la historia del arte, a Pol Cassel se le puede considerar perteneciente a la Generación Perdida y el Realismo Expresivo. 
El hijo de Cassel, Constantin Cassel (1930-2021), legó 17 pinturas y 103 gráficos de su padre a la Städtische Galerie Dresden. 

## Representaciones de Cassel en las artes visuales
- Otto Dix: Cabeza masculina/Pol Cassel (dibujo al carboncillo, 1920; desde 2014 en el Kunstmuseum Bern)
- Eugen Hoffmann: Escultura de Cassell (busto retrato, bronce, 32,3 × 21,5 × 25,0 cm; 1925; Colección de esculturas de Dresde)

## Obras (selección)
- Susanna con un pañuelo rojo (1923) Colección Hartwig Garnerus, Múnich
- Viuda (1925)
- Ra con perro, retrato del hijo Ra (1925) Colección Hartwig Garnerus, Múnich
- Personas en un café (hacia 1926)
- Retrato de Midi Pines (óleo sobre lienzo, 88,5 × 57,5 cm, 1926; Galerie Neue Meister Dresden)
- Retrato de Genia Jonas (óleo sobre lienzo, 95 × 70 cm, 1926; Galerie Neue Meister Dresden)
- Invierno con hombre (1927)
- Niños con frío
- Vista desde la cantera al Elba
- Retrato de la señora Glaser (1926)
- Piedra Negra (1930 en la Exposición de Arte de Dresde )
- Camino forestal en la Suiza sajona (óleo sobre lienzo, 150 × 92 cm, 1935; Galerie Neue Meister Dresden)
- Niño con fruta (óleo sobre lienzo, 83,5 × 93 cm, 1935; Galerie Neue Meister Dresden)